# ASH (LiSAの曲)
「ASH」（アッシュ）は、LiSAの楽曲で、13枚目のシングル。2017年11月29日にSACRA MUSICから発売。また、2017年10月1日に表題曲のみの単曲がフルサイズで先行配信された。

## 概要
前作「だってアタシのヒーロー。」から約4か月ぶり、SACRA MUSIC移籍後2作目となる2017年3作目のシングル。
表題曲は、テレビアニメ『Fate/Apocrypha』2ndクールオープニングテーマとなっている。LiSAが『Fate』シリーズを原作としているアニメのオープニングを担当するのは1stシングル『oath sign』（テレビアニメ『Fate/Zero』オープニングテーマ）以来、約6年ぶり。
発売形態は、初回生産限定盤・期間生産限定盤・通常盤の3形態となり、初回盤には表題曲のPVとLiSA撮りおろしブックレット、期間限定盤は三方背スリーブ仕様で描き下ろしミニポスターと表題曲ノンクレジット OP映像、3形態共通で初回生産分にプレゼント応募券がそれぞれ封入される 。
意図は不明だが、初回限定盤と通常盤ジャケットに描かれている楽曲タイトルのうち、『S』は、上下が反転されたデザインとなっていたり、同様に『A』や『H』も、描かれ方が一般的に用いられる文字のバランスとは異なり、不思議な印象を与えるデザインとなっている。

## 楽曲について
表題曲『ASH』は、ヴィジュアル系ロックバンド『シド』のボーカリスト マオの作詞、同バンドのベーシスト 明希の作曲となっている。
LiSAは表題曲の作詞作曲を依頼することとなった経緯について「今までの経験値を生かしつつ、今まで作り上げたLiSAっぽさがありながら、アニメの世界に寄り添うためにはどうしたらいいか。アニメにも親和性があり、ロックをカッコよく、LiSAに合うロックを作ってくれるのは誰かと考えた結果、彼らに制作の依頼をすることを決めた」と語っている。
2曲目『罪人（つみびと）』の作編曲は、『MY FIRST STORY』のメンバーで、現在は同バンドのサウンドクリエイティブ面や、他アーティストへの楽曲提供などを主な活動としている、ギタリストShoが担当している。LiSAは今回、彼に制作を依頼することとなった経緯について「楽しい音楽の作り方をしたい。誰かとコラボレーションした音楽がいい。ラウドな音楽を作ってもらいたいと思い、一緒に楽しく音楽を作れるのは誰かと考えた結果、彼だった。」と語っている。
3曲目『ONLY≠LONELY（オンリー・ノットイコール、ロンリー）』は、ロックバンド『BIGMAMA』のボーカル&ギター 金井政人が作詞、小南泰葉が作曲、ロックバンド『PENGUIN RESEARCH』のベーシスト 堀江晶太が編曲をそれぞれ担当している。「LiSAに合うんじゃないか」と、ツアー開催中に小南から送られてきた楽曲。ライブ終了後にファンと離れた時や、ファンと再会したいという時に抱く「感情」に、『BIGMAMA』の金井政人が名前（楽曲タイトル）を付けたミドルナンバー。

## チャート成績
先行配信された10月1日付の各配信ストアチャートで1位を獲得、13冠を記録した。

## 収録曲

### 初回生産限定盤・通常盤
| #         | タイトル                                                           | 作詞      | 作曲                    | 編曲                                          | 備考      | 時間  |
| --------- | ------------------------------------------------------------------ | --------- | ----------------------- | --------------------------------------------- | --------- | ----- |
| 1.        | 「ASH」(テレビアニメ『Fate/Apocrypha』2ndクールオープニングテーマ) | マオ      | 御恵明希                | 江口亮 (ストリングスアレンジ：江口亮・石塚徹) |           | 3:59  |
| 2.        | 「罪人」                                                           | LiSA      | Sho from MY FIRST STORY | Sho from MY FIRST STORY                       |           | 4:11  |
| 3.        | 「ONLY≠LONELY」                                                    | 金井政人  | 小南泰葉                | 堀江晶太                                      |           | 5:44  |
| 4.        | 「ASH -Instrumental-」                                             |           |                         |                                               |           | 3:55  |
| 合計時間: | 合計時間:                                                          | 合計時間: | 合計時間:               | 合計時間:                                     | 合計時間: | 17:49 |

| #  | タイトル             | 作詞 | 作曲・編曲 | 備考 |
| -- | -------------------- | ---- | ---------- | ---- |
| 1. | 「ASH -MUSiC CLiP-」 |      |            |      |

### 期間生産限定盤
| #         | タイトル          | 作詞  | 作曲・編曲 | 時間 |
| --------- | ----------------- | ----- | ---------- | ---- |
| 1.        | 「ASH」           |       |            | 3:59 |
| 2.        | 「罪人」          |       |            | 4:11 |
| 3.        | 「ONLY≠LONELY」   |       |            | 5:44 |
| 4.        | 「ASH –TV ver.-」 |       |            | 1:38 |
| 合計時間: | 合計時間:         | 15:32 |            |      |

| #  | タイトル                                    | 作詞 | 作曲・編曲 |
| -- | ------------------------------------------- | ---- | ---------- |
| 1. | 「ASH -Fate/Apocrypha non-credit opening-」 |      |            |

## カバー
ASH
- シド - 2018年4月4日発売のセレクションベストアルバム『SID Anime Best 2008-2017』にてセルフカバーをしている。